# Bambola di carne (film 1933)
Bambola di carne (Liebe muß verstanden sein) è un film del 1933, diretto da Hans Steinhoff.

## Trama
Margit, una stenodattilografa, dovrebbe fare un versamento in banca per il suo capo, Bruno Plaumann, che si sta recando a Dresda, per acquisire il brevetto di un telecomando. Ma la ragazza perde tempo a rimirare una vetrina e arriva in banca che questa è ormai chiusa. Non sapendo che fare, a Margit non resta che partire per Dresda a confessare tutto a Plaumann. Arrivata a Dresda esausta, Margit si chiude in albergo, addormentandosi. Quando si sveglia, scopre di essere nella stanza di Peter Lambach, l'inventore del telecomando.

## Produzione
Il film fu prodotto dall'Universum Film (UFA).

## Distribuzione
Uscì nelle sale cinematografiche tedesche il 4 agosto 1933.